# Helvibis thorelli
Helvibis thorelli är en spindelart som beskrevs av Eugen von Keyserling 1884. Helvibis thorelli ingår i släktet Helvibis och familjen klotspindlar. Inga underarter finns listade i Catalogue of Life.